# العلاقات البالاوية الفنزويلية
العلاقات البالاوية الفنزويلية هي العلاقات الثنائية التي تجمع بين بالاو وفنزويلا.

## مقارنة بين البلدين
هذه مقارنة عامة ومرجعية للدولتين:
| وجه المقارنة                                              | بالاو                         | فنزويلا                                  |
| --------------------------------------------------------- | ----------------------------- | ---------------------------------------- |
| المساحة (كم2)                                             | 465                           | 916.45 ألف                               |
| عدد السكان (نسمة)                                         | 21.73 ألف                     | 28.87 مليون                              |
| الكثافة السكانية (ن./كم²)                                 | 4.67 ألف                      | 31.5                                     |
| العاصمة                                                   | نغيرولمود، كورور              | كاراكاس                                  |
| اللغة الرسمية                                             | لغة إنجليزية، اللغة البالاوية | اللغة الإسبانية، لغة الإشارة الفنزويلية ‏ |
| العملة                                                    | دولار أمريكي                  | بوليفار فنزويلي                          |
| الناتج المحلي الإجمالي (بليون دولار)                      | 291.54 مليون                  | 482.36 مليار                             |
| الناتج المحلي الإجمالي (تعادل القوة الشرائية) بليون دولار | 326.12 مليون                  |                                          |
| الناتج المحلي الإجمالي الاسمي للفرد دولار أمريكي          | 13.50 ألف                     |                                          |
| الناتج المحلي الإجمالي للفرد دولار أمريكي                 | 14.76 ألف                     |                                          |
| مؤشر التنمية البشرية                                      | 0.780                         | 0.762                                    |
| رمز المكالمات الدولي                                      | +680                          | +58                                      |
| رمز الإنترنت                                              | .pw                           | .ve                                      |
| المنطقة الزمنية                                           | ت ع م+09:00                   | 00                                       |

## منظمات دولية مشتركة
يشترك البلدان في عضوية مجموعة من المنظمات الدولية، منها:
| علم المنظمة | اسم المنظمة                        | تاريخ انضمام بالاو | تاريخ انضمام فنزويلا |
| ----------- | ---------------------------------- | ------------------ | -------------------- |
|             | الأمم المتحدة                      | 15 ديسمبر 1994     | 15 نوفمبر 1945       |
|             | منظمة حظر الأسلحة الكيميائية       | ?                  | ?                    |
|             | مؤسسة التمويل الدولية              | 16 ديسمبر 1997     | 28 ديسمبر 1956       |
|             | وكالة ضمان الاستثمار متعدد الأطراف | 16 ديسمبر 1997     | 9 مايو 1994          |
|             | يونسكو                             | 20 سبتمبر 1999     | 25 نوفمبر 1946       |
|             | البنك الدولي للإنشاء والتعمير      | 16 ديسمبر 1997     | 30 ديسمبر 1946       |

## وصلات خارجية
- موقع وزارة الخارجية الفنزويلية